# Servieten van Maria

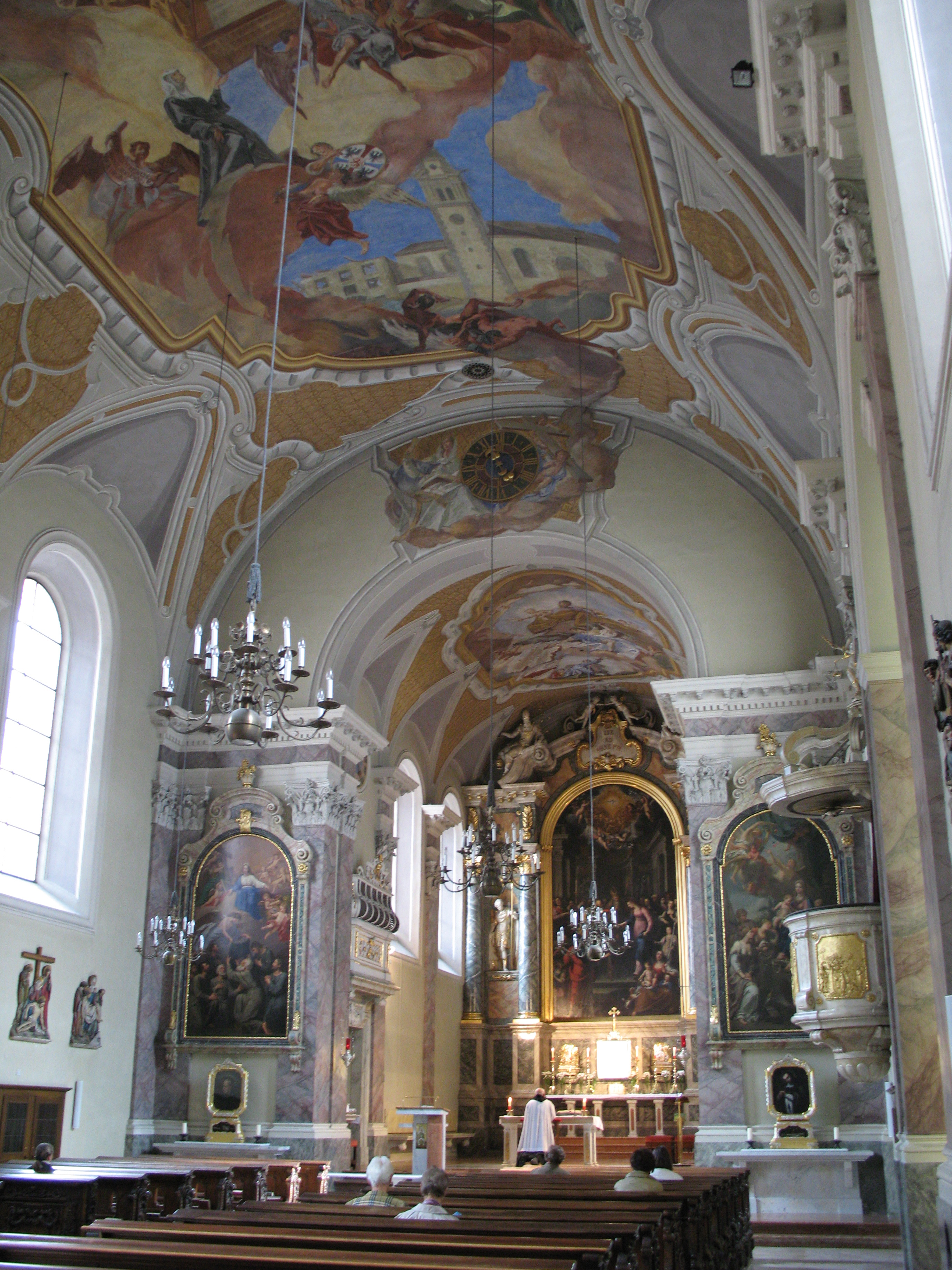
De Servietenkerk in Innsbruck (Oostenrijk)

De Servieten van Maria (Latijn: Ordo Servorum Mariae, OSM, "Orde van Slaven van Maria", of Servi Beatissimae Mariae Virginis, SBMV, "Slaven van de Allerzaligste Maagd Maria") zijn een rooms-katholieke bedelorde. De congregatie heeft verschillende kloosters wereldwijd, waaronder het Klooster van Pietralba. Ze hebben een pontificale theologische faculteit waar de doctrine over mariologie wordt bestudeerd.

## Geschiedenis
De orde werd opgericht in 1233 in Florence door verschillende personen die een visioen van Maria hadden gekregen.
De congregatie kreeg pauselijke approbatie en volgt de Regel van Augustinus.
De congregatie kende een bloeiperiode in Spanje, en ook een Derde Orde werd opgericht. In Sevilla koos de Broederschap van de Servieten in de 17e eeuw om zich aan te sluiten.

## Bekende servieten
- Heilige Amadeus Amidei
- Hiëronymus Ranuzzi († 1455)
- Paolo Sarpi (1552-1623)